# Patrick Anthony Martínez
Patrick Anthony Martínez (Hemet, Kalifornia, 1990. április 5. –) amerikai kötöttfogású birkózó. A 2016-os Pánamerikai Bajnokságon bronzérmet nyert 85 kg-os súlycsoportban, kötöttfogásban. A 2017-es birkózó Európa-bajnokságon bronzérmes lett 85 kg-ban.

## Sportpályafutása
A 2018-as birkózó-világbajnokságon a selejtezők során Lőrincz Viktor ellenfele volt. A mérkőzést a magyar 5–1-re nyerte.